# NGC 2926
NGC 2926 é uma galáxia espiral barrada (SBb) localizada na direcção da constelação de Leo. Possui uma declinação de +32° 50' 30" e uma ascensão recta de 9 horas, 37 minutos e 31,0 segundos.